# Marquette King
Marquette King (Macon, 26 ottobre 1988) è un giocatore di football americano statunitense che milita nel ruolo di punter per gli Arlington Renegades della United Football League (UFL). Al college ha giocato a football alla Fort Valley State University.

## Carriera professionistica

### Oakland Raiders
King firmò il 4 maggio un contratto triennale per un totale di 1,441 milioni di dollari, inclusi 1.000$ di bonus alla firma con gli Oakland Raiders, dopo non esser stato scelto al draft NFL 2012. Il 31 agosto venne inserito sulla lista infortunati per un problema al pollice del piede, saltando interamente la stagione. Dopo la partenza del veterano Shane Lechler, divenne il punter ufficiale dei Raiders. Debuttò come professionista l'8 settembre 2013 contro gli Indianapolis Colts. Chiuse la stagione giocando 16 partite con 84 punt per un totale di 4.107 yard con 48,9 yard di media (primo nella NFL).
Nel 2016, King fu inserito nel Second-team All-Pro dopo avere mantenuto una media di 48,6 yard a punt

### Denver Broncos
Il 5 aprile 2018 King firmò coi Denver Broncos un contratto triennale del valore di 7 milioni di dollari.

## Palmarès
- Second-team All-Pro: 1

2016